# Heteropterys andersonii
Heteropterys andersonii är en tvåhjärtbladig växtart som beskrevs av André M. Amorim. Heteropterys andersonii ingår i släktet Heteropterys och familjen Malpighiaceae. Inga underarter finns listade i Catalogue of Life.